# Businjak
Businjak (lat. Pulicaria), rod od osamdesetak vrsta jednogodišnjeg raslinja i trajnica iz porodice glavočika. Latinsko ime roda dolazi od pulex (buha), zbog jakog i neugodnog mirisa, a u prošlosti se koristo kao sredstvo protiv kukaca.
U Hrvatskoj raste veliki businjak (P. dysenterica),  mirisavi businjak (P. odora) i obični businjak (P. vulgaris)

## Vrste
1. Pulicaria adenophora Franch.
2. Pulicaria albida E.Gamal-Eldin
3. Pulicaria alveolosa Batt. & Trab.
4. Pulicaria angustifolia DC.
5. Pulicaria arabica Cass.
6. Pulicaria argyrophylla Franch.
7. Pulicaria armena Boiss. & Kotschy
8. Pulicaria aromatica (Balf.f.) S.King-Jones & N.Kilian
9. Pulicaria attentuata Hutch. & B.L.Burtt
10. Pulicaria aualites Chiov.
11. Pulicaria aucheri Jaub. & Spach
12. Pulicaria auranitica Mouterde
13. Pulicaria aylmeri Baker
14. Pulicaria baluchistanica Qaiser & Abid
15. Pulicaria boissieri Hook.f.
16. Pulicaria burchardii Hutch.
17. Pulicaria canariensis Bolle
18. Pulicaria carnosa (Boiss.) Burkill
19. Pulicaria chrysantha (Diels) Y.Ling
20. Pulicaria clausonis Pomel
21. Pulicaria collenettei (Wagenitz & E.Gamal-Eldin) N.Kilian
22. Pulicaria confusa E.Gamal-Eldin
23. Pulicaria cylindrica (Baker) O.Schwartz
24. Pulicaria diffusa (Shuttlew.) Pett.
25. Pulicaria dioscorides R.Atk.
26. Pulicaria discoidea (Chiov.) N.Kilian
27. Pulicaria diversifolia Balf.f.
28. Pulicaria dumulosa E.Gamal-Eldin
29. Pulicaria dysenterica (L.) Bernh.
30. Pulicaria edmondsonii E.Gamal-Eldin
31. Pulicaria elegans E.Gamal-Eldin
32. Pulicaria filaginoides Pomel
33. Pulicaria foliolosa DC.
34. Pulicaria gabrielii N.Kilian
35. Pulicaria gamal-eldiniae N.Kilian & P.Hein
36. Pulicaria glandulosa Caball.
37. Pulicaria glaucescens Jaub. & Spach
38. Pulicaria glutinosa Jaub. & Spach
39. Pulicaria gnaphalodes (Vent.) Boiss.
40. Pulicaria grandidentata Jaub. & Spach
41. Pulicaria grantii Oliv. & Hiern ex Oliv.
42. Pulicaria guestii Rech.f. & Rawi
43. Pulicaria hadramautica E.Gamal-Eldin & Boulos
44. Pulicaria hildebrandtii Vatke
45. Pulicaria incisa (Lam.) DC.
46. Pulicaria insignis J.R.Drumm. ex Dunn
47. Pulicaria inuloides DC.
48. Pulicaria jaubertii E.Gamal-Eldin
49. Pulicaria kurtziana Vatke
50. Pulicaria laciniata Thell.
51. Pulicaria lanata E.Gamal-Eldin
52. Pulicaria lanceifolia O.Schwartz
53. Pulicaria laniceps Bornm.
54. Pulicaria lhotei Maire
55. Pulicaria mauritanica Coss.
56. Pulicaria microcephala Lange
57. Pulicaria migiurtinorum Chiov.
58. Pulicaria monocephala Franch.
59. Pulicaria mucronifolia (Boiss.) Anderb.
60. Pulicaria nivea O.Schwartz
61. Pulicaria nobilis E.Gamal-Eldin
62. Pulicaria odora (L.) Rchb.
63. Pulicaria omanensis E.Gamal-Eldin
64. Pulicaria paludosa Link
65. Pulicaria petiolaris Jaub. & Spach
66. Pulicaria pulvinata E.Gamal-Eldin
67. Pulicaria rajputanae Blatt. & Hallb.
68. Pulicaria rauhii E.Gamal-Eldin
69. Pulicaria renschiana Vatke
70. Pulicaria salviifolia Bunge
71. Pulicaria samhanensis N.Kilian & P.Hein
72. Pulicaria scabra Druce
73. Pulicaria schimperi DC.
74. Pulicaria sericea E.Gamal-Eldin
75. Pulicaria sicula (L.) Moris
76. Pulicaria somalensis O.Hoffm.
77. Pulicaria steinbergii E.Gamal-Eldin
78. Pulicaria stephanocarpa Balf.f.
79. Pulicaria stocksii Hook.f.
80. Pulicaria undulata (L.) C.A.Mey.
81. Pulicaria uniseriata N.Kilian
82. Pulicaria velutina (Boiss. & Hausskn.) Anderb.
83. Pulicaria vieraeoides Balf.f.
84. Pulicaria villosa (Boiss.) Anderb.
85. Pulicaria volkonskyana Maire
86. Pulicaria vulgaris Gaertn.
87. Pulicaria wightiana C.B.Clarke